# Marynopole
Marynopole [pronunciación en polaco: /marɨnɔˈpɔlɛ/] es un pueblo ubicado en el distrito administrativo de Gmina Irścieradów, dentro del Condado de Kraśnik, Voivodato de Lublin, en Polonia oriental. Se encuentra aproximadamente a 7 kilómetros al este de Irścieradów, a 12 kilómetros al suroeste de Kraśnik, y a 56 kilómetros al suroeste de la capital regional Lublin.